# Piotr II Romanow
Piotr II Aleksiejewicz, ros. Пётр II Алексеевич (ur. 12 października?/23 października 1715 w Petersburgu, zm. 19 stycznia?/30 stycznia 1730 w Moskwie) – cesarz Rosji w latach 1727–1730, wnuk cara Piotra I (1682-1725). Pochodził z dynastii Romanowów, której był ostatnim potomkiem w linii męskiej.

## Życiorys

### Pochodzenie
Urodził się 12 października 1715 r. w Petersburgu jako jedyny syn carewicza rosyjskiego Aleksego Piotrowicza i księżniczki brunszwickiej Szarloty Krystyny. Jego ojciec był dziedzicem cara Piotra Wielkiego pochodzącego z jego związku z Eudoksją Łopuchiną, natomiast matka była członkinią dynastii Welfów. Piotr szybko został sierotą – Szarlota Krystyna zmarła 10 dni po porodzie a Aleksy zginął w tajemniczych okolicznościach w 1718 r. Piotr miał starszą o rok siostrę Natalię. Jego kuzynką była cesarzowa Maria Teresa.

### Spór o sukcesję w 1725 r.
W 1725 r. zmarł Piotr Wielki i rozpoczął się spór o sukcesję, gdyż cesarz nie wyznaczył oficjalnie swego następcy. Piotr Aleksiejewicz jako jedyny żyjący mężczyzna z dynastii Romanowów był jednym z kandydatów do tronu. Roszczenia do korony miały także córki Piotra I i jego drugiej żony Katarzyny Anna i Elżbieta. Pretendentkami do objęcia rządów były również trzy córki Iwana V: Katarzyna, Anna i Praskowia.
Kandydatura 10-letniego Piotra była popierana przez Borysa Iwanowicza Kurakina i Dymitra Michałowicza Golicyna. Szybko odrzucono kandydatury córek Iwana V i Piotra I. Piotr Tołstoj zaproponował, aby rządy objęła samodzielnie Katarzyna, wdowa po Piotrze Wielkim. Książę Aleksandr Mienszykow również agitował za kandydaturą Katarzyny. Gwardia natychmiastowo poparła tę decyzję i feldmarszałek Stiepan Apraksin obwołał Katarzynę cesarzową.

### Wychowanie i edukacja
Wychowawcą Piotra był Andriej Iwanowicz Ostermann, który skoncentrował się na wojskowej edukacji księcia. Zaniedbał pozostałe dziedziny edukacji Piotra, który w efekcie posługiwał się jedynie łaciną. Książę mimo młodego wieku lubił polowania i innego rodzaju rozrywki, w których towarzyszyli mu najczęściej przedstawiciele rodziny Dołgorukich. Był wysoki, postawny i przypominał swego dziadka Piotra Wielkiego. Ostermann wysunął projekt małżeństwa pomiędzy swym wychowankiem a jego ciotką Elżbietą, jednak nie zdobył on aprobaty Katarzyny I.

### Cesarz Rosji

#### Objęcie rządów
Katarzyna I zmarła w maju 1727 r. Na swego sukcesora wyznaczyła niespełna 12-letniego Piotra. Cesarzowa pominęła w testamencie swoje córki Annę i Elżbietę prawdopodobnie pod wpływem swego faworyta księcia Mienszykowa, który miał zachować realną władzę w Rosji aż do czasu osiągnięcia pełnoletności przez Piotra. Zgodnie z wolą zmarłej nowego cesarza zaręczono z 16-letnią Marią Mienszykową, córką Aleksandra Mienszykowa.
Rządy regencyjne w imieniu małoletniego cesarza, zgodnie z wolą zmarłej cesarzowej, miały sprawować jej córki Elżbieta i Anna oraz zięć Karol Fryderyk wraz z Najwyższą Tajną Radą. Faktycznie cesarz znajdował się pod opieką i przemożnym wpływem księcia Aleksandra Mienszykowa. Anna Piotrowna i jej mąż zaczęli się sprzeciwiać księciu, jednak ten przekonał ich do opuszczenia Rosji.

#### Obalenie Mienszykowa
Piotr poprzez swego przyjaciela Iwana Dołgorukowa związał się blisko z książęcą rodziną Dołgorukowowów, zwaśnioną z rodem Mienszykowów. Relacje pomiędzy cesarzem a Mienszykowem stawały się coraz bardziej napięte. Książę czuł się jak prawdziwy władca i nie liczył się z Piotrem, a także okradał skarbiec państwowy. Cesarz wyraźnie powiedział Mienszykowowi, że nie zawrze żadnego związku małżeńskiego przed ukończeniem 25. roku życia W sierpniu 1727 r. książę poważnie zachorował. Jego niedyspozycję wykorzystali Dołgorukowowie i przekonali Piotra, żeby odsunął Mienszykowa od wszelkich wpływów. 8 września 1727 r. cesarz nakazał aresztować księcia. O łaskę dla Mienszykowa prosiła jego żona, szwagierka i córki, lecz decyzja cesarza była ostateczna i została wykonana dzień później. Całą rodzinę wywieziono na Syberię a ich majątek skonfiskowano. W drodze na zesłanie zmarła żona księcia, a w listopadzie 1729 r. zmarł sam Mienszykow. Niedoszła cesarzowa Maria zmarła w grudniu 1729 r.

#### Wpływy Dołgorukowowych
Od upadku Mienszykowa realna władza spoczęła w rękach rodziny Dołgorukowowych. Swego przyjaciela Iwana car mianował wielkim szambelanem. Jednym z głównych doradców cesarza został jego nauczyciel z dzieciństwa Andriej Ostermann. Piotr nie wyrażał zainteresowania sprawowaniem władzy.
4 lutego?/ 15 lutego 1728 Piotr II przyjechał do Moskwy na koronację, która odbyła się 25 lutego?/ 7 marca 1728 r. Cesarz ogłosił, że Moskwa jest stolicą Rosji i już nigdy nie wrócił do Petersburga. Swojej babce Eudoksji, uwolnionej już za czasów Katarzyny I, cesarz przyznał 60 tysięcy rubli rocznej pensji.

#### Zaręczyny z Katarzyną Dołgorukową
W podmoskiewskiej posiadłości Dołgorukowowów Gorienki Piotr spędzał dużo czasu. Tam poznał siostrę swego przyjaciela, starszą o 3 lata Katarzynę Aleksjejewną Dołgorukową. Katarzyna, zapewne na polecenie swojej rodziny, stale towarzyszyła Piotrowi. 19/30 listopada 1729 r. odbyły się ich uroczyste zaręczyny. Ceremonia ślubna została wyznaczona na 19 stycznia?/30 stycznia 1730.

#### Śmierć
7 stycznia 1730 r. Piotr zachorował. Miał wysoką gorączkę, a na twarzy pojawiły się oznaki ospy. Katarzyna Dołgorukowa i jej rodzina czuwali przy łożu cesarza. Piotr zmarł o 3 nad ranem 19 stycznia 1730 r. Dołgorukowowie ogłosili Katarzynę cesarzową powołując się na rzekomy testament Piotra. Oszustwo było zbyt jawne i nie było szans na utrzymanie władzy, więc rodzina Katarzyny pogodziła się z porażką i spaliła sfałszowany dokument. Cesarzową została Anna, córka Iwana V.
Niedoszła żona Piotra w kwietniu 1730 r. urodziła córkę.
W 1728 odznaczony Orderem Orła Białego.

## Genealogia
| Piotr I Wielki ur. 30 V /9 VI 1672 zm. 28 I / 8 II 1725 | Piotr I Wielki ur. 30 V /9 VI 1672 zm. 28 I / 8 II 1725 |                                                   |                                                   | Eudoksja Fiodorowna Łopuchina ur. 30 VI / 10 VII 1670 zm. 27 VIII / 7 IX 1731 | Eudoksja Fiodorowna Łopuchina ur. 30 VI / 10 VII 1670 zm. 27 VIII / 7 IX 1731 |  |  | Ludwik Rudolf z Brunszwiku-Lüneburga ur. 22 VII 1671 zm. 1 III 1735 | Ludwik Rudolf z Brunszwiku-Lüneburga ur. 22 VII 1671 zm. 1 III 1735 |                                                       |                                                       | Krystyna Luiza Oettingen ur. 21 III 1671 zm. 12 IX 1747 | Krystyna Luiza Oettingen ur. 21 III 1671 zm. 12 IX 1747 |
|                                                         |                                                         |                                                   |                                                   |                                                                               |                                                                               |  |  |                                                                     |                                                                     |                                                       |                                                       |                                                         |                                                         |
|                                                         |                                                         |                                                   |                                                   |                                                                               |                                                                               |  |  |                                                                     |                                                                     |                                                       |                                                       |                                                         |                                                         |
|                                                         |                                                         | Aleksy ur. 18 / 28 II 1690 zm. 26 VI / 7 VII 1718 | Aleksy ur. 18 / 28 II 1690 zm. 26 VI / 7 VII 1718 |                                                                               |                                                                               |  |  |                                                                     |                                                                     | Szarlota Krystyna ur. 29 VIII 1694 zm. 2 / 13 XI 1715 | Szarlota Krystyna ur. 29 VIII 1694 zm. 2 / 13 XI 1715 |                                                         |                                                         |
|                                                         |                                                         |                                                   |                                                   |                                                                               |                                                                               |  |  |                                                                     |                                                                     |                                                       |                                                       |                                                         |                                                         |
|                                                         |                                                         |                                                   |                                                   |                                                                               |                                                                               |  |  |                                                                     |                                                                     |                                                       |                                                       |                                                         |                                                         |
|                                                         |                                                         |                                                   |                                                   |                                                                               |                                                                               |  |  |                                                                     |                                                                     |                                                       |                                                       |                                                         |                                                         |

|  |  |  |  | Piotr II ur. 12 / 23 X 1715 zm. 19 / 30 I 1730 |  |  |  |  |  |
|  |  |  |  |                                                |  |  |  |  |  |
|  |  |  |  |                                                |  |  |  |  |  |